# 星奈々 (女優)
星 奈々（ほし なな、1995年1月19日 - ）は、日本の女優である。所属事務所はスマイルモンキーだった。身長153cm。

## 主な出演作品

### テレビ
- おかあさんといっしょ〜すてきな言葉のコーラス〜（2002年8月、NHK教育）
- STEP BY STEP Lip tales（2005年、ep放送）
- おいしいじゃん、横浜の水道水（2006年、テレビ神奈川） - 実由 役
- 撮りッたがり決死隊 トッターマンDS（2007年、テレビ東京）

### CM
- 君津住宅（2003年5月）
- 損保ジャパンDIY生命（2005年4月）

### ミュージカル
- キディ2002（2002年4月2日 - 5日、銀座博品館劇場） - アロエ 役
- 美少女戦士セーラームーン（2005年1月、サンシャイン劇場） - ミック 役
- 少年陰陽師 ＜歌絵巻＞ ―この少年、晴明の後継につき―＜歌絵巻＞ （2007年10月、サンシャイン劇場） - 睦月 役
- スマイルモンキーWazary

### ショートムービー
- STEP BY STEP Lip tales

### 映画
- 逢いたい（2003年公開） - 葉菜 役